# Pedro Berruguete
Pedro Berruguete (ok. 1450 w Paredes de Nova, zm. 1504 w Ávili) – hiszpański malarz z epoki przejściowej pomiędzy późnym gotykiem a renesansem.

## Twórczość
Pedro Berruguete urodził się w Paredes de Nova koło Palencii. Pracował jako nadworny malarz Ferdynanda i Izabeli. Pierwsze jego prace zbliżone były do stylu reprezentowanego przez niderlandzkiego malarza Jana van Eycka. W 1474 roku wyjechał do Włoch do Urbino, gdzie do 1483 pracował jako nadworny malarz księcia Federico da Montefeltro. W Urbino, wraz z Justusem z Gandawy, malował dekoracje w studiolo gabinetu i bibliotece, w pałacu książęcym oraz portrety wybitnych osobistości m.in. Federico da Montefeltro z synem Guidobalem (1474–1477).
W 1483 roku powrócił do Hiszpanii. Podjął pracę w Toledo, gdzie tworzył w miejscowej katedrze. Pracował również w Ávili, gdzie namalował cykl obrazów dla kościoła św. Tomasza przy klasztorze dominikanów. Jednym z dzieł był Św. Dominik przewodniczy deklaracji Auto-da-fe. W latach 1490–1500 namalował ołtarz w kościele św. Eulalii w Paredes de Nova, przedstawiając sceny z życia Marii. Ostatnim znanym dziełem malarza jest ołtarz dla katedry w Ávili, ukończony przez Juana de Borgona.
Pedro Berruguete był ojcem Alonsa Berruguete, hiszpańskiego malarza renesansowego i nadwornego malarza Karola V.

## Wybrane obrazy
| Obraz                                                                                    | Data             | Miejsce                                                     | Grafika |  |
| ---------------------------------------------------------------------------------------- | ---------------- | ----------------------------------------------------------- | ------- |  |
| Św. Dominik wskrzesza dziecko olej na desce 122 × 83 cm                                  | 1495             | Prado Madryt                                                |         |  |
| Św. Dominik przewodniczy deklaracji Auto-da-fe. olej na desce 154 × 92 cm.               | 1495             | Prado Madryt                                                |         |  |
| Die Feuerprobe olej na desce 110 × 78 cm                                                 | 1480–1500        | Prado Madryt                                                |         |  |
| Święty Sebastian olej na desce 125 × 61 cm                                               | II poł. XV wieku | Galleria Nazionale delle Marche, Urbino                     |         |  |
| Król David olej na desce                                                                 | II poł. XV wieku | Urbino (Włochy); Burgos, Segowia, Toledo, Ávila (Hiszpania) |         |  |
| Piotr z Werony olej na desce                                                             | 1493             | Paredes de Nava Palencia                                    |         |  |
| Palenie ksiąg żydowskich i pism heretyckich, nadzorowane przez dominikanów olej na desce | II poł. XV wieku | Paredes de Nava Palencia                                    |         |  |
| Ezequiel -fragment olej na desce                                                         | 1500             |                                                             |         |  |
| Jezus w ogrodzie oliwnym olej na desce                                                   | 1500             |                                                             |         |  |
| Zwiastowanie olej na desce                                                               |                  | Paredes de Nava Palencia                                    |         |  |